# Susan Walters
Susan Walters (* 28. září 1963 Atlanta, Georgie) je americká herečka a bývalá modelka. Její nejznámější role je Diane Jenkins v seriálu Mladí a neklidní v letech 2001–2004 a v roce 2010. V současnosti se objevuje ve vedlejších rolích v seriálech One Tree Hill a Upíří deníky.

## Životopis
Narodila se v Atlantě ve státě Georgie. Poté, co vyhrála v roce 1981 titul Miss Teen All-American, její první větší role byla Priscilla Presley v televizním seriálu Elvis and Me. Dále se v roce 1990 objevila v seriálu Dear John, Point Pleasant a hostovala v seriálu Kriminálka Miami. Objevila se jako "Mulva" (ve skutečnosti Dolores) v sitcomu televize NBC, Show Jerryho Seinfelda, kde hrála v roce 1993 a ještě v letech 1996–1997. Měla roli Anne Osborne v seriálu Policie z New Orleans. V roce 1999 se objevila ve filmu Disney Channel, Horse Sense stejně, jako v jeho pokračování v roce 2001 s názvem Jumping Ship.
Svoji kariéru začala v roli Lorna Forbes Perelli v seriálu Loving from the pilot, kde se objevovala od června 1983 do roku 1986. Poté hrála v seriálech Hotel, Elvis and Me, Melrose Place a Nightingales.
Během let 2001 až 2004 hrála v telenovele Mladí a bohatí. V roce 2010 si roli zopakovala ve dvou dílech. V roce 2009 si zahrála v pilotním dílu seriálu V těle boubelky. V roce 2009 si zahrála roli ředitelky Rimkusové v seriálu One Tree Hill. Vedlejší roli Carol Lockwoodové získala v seriálu stanice The CW Upíří deníky, kterou hrála během let 2009 až 2012. V roce 2014 si zahrála v seriálech Láska ke hvězdám a Bezohlední. Během let 2011 až 2017 hrála roli Natalie Martin v seriálu MTV Vlčí mládě. V roce 2015 si zahrála v seriálu Vražedná práva.

## Osobní život
Je vdaná za svého bývalého kolegu ze seriálu Mladí a neklidní, Lindena Ashbyho.
Mají dvě dcery, Frances Grace (narozená v roce 1991) a Savannu Elizabeth (narozená v roce 1992).

## Filmografie

### Film
| Rok  | Název                             | Role                                | Poznámky            |
| ---- | --------------------------------- | ----------------------------------- | ------------------- |
| 1987 | Rusové                            | Diane                               |                     |
| 1991 | Chraň si svůj život               | Danielova žena                      |                     |
| 1992 | Galaxies Are Colliding            | Beth                                |                     |
| 1996 | Kecy o ženskejch                  | Cindy One                           |                     |
| 1997 | Než jsme se našli                 | Robin                               |                     |
| 2002 | Hurikán                           | Susan Billings                      |                     |
| 2010 | Blood Done Sign My Name           | Martha Tyson                        |                     |
| 2010 | Slow Moe                          | Beth Mobley                         |                     |
| 2011 | Big Mommas: Like Father, Like Son | Mall matka                          | Cameo               |
| 2013 | Grape                             | Shari                               | krátkometrážní film |
| 2014 | Smrt čmuchala                     | editorka magazínu Los Angeles Times | Cameo               |
| 2017 | Wedding Wonderland                | Deidre Reynolds                     |                     |
| 2019 | Virginia Minnesota                | Suzette                             |                     |

### Televize
| Rok             | Název                         | Role                            | Poznámky                                               |
| --------------- | ----------------------------- | ------------------------------- | ------------------------------------------------------ |
| 1983            | Loving                        | Lorna Forbes                    | díl: „Pilot“                                           |
| 1987            | The Facts of Life             | Cynthia Parks                   | díl: „Younger Than Springtime“                         |
| 1987            | Who's the Boss                | Kitty                           | díl: „Mona“                                            |
| 1987–1988       | Hotel                         | Ryan Thomas                     | 11 dílů                                                |
| 1988            | Elvis and Me                  | Priscilla Beaulieu Presley      | TV film                                                |
| 1988            | Nightingales                  | Bridget Loring                  | TV film                                                |
| 1988            | Simon & Simon                 | Marian Fitzwalter               | díl: „The Merry Adventures of Robert Hood“             |
| 1989            | Nightingales                  | Bridget Loring                  | hlavní role, 13 dílů                                   |
| 1989            | Hardball                      | Madeline Warwick                | díl: „The Silver Scream“                               |
| 1990            | Grand Slam                    | Ann                             | TV film                                                |
| 1990            | Polda na zabití               | Julie Tobias                    | TV film                                                |
| 1990–1992       | Dear John                     | Mary Beth Sutton                | vedlejší role, 55 dílů                                 |
| 1993            | To je vražda, napsala         | Lee Gillrich                    | díl: „For Whom the Ball Tolls“                         |
| 1993            | Matlock                       | Melanie Kerns                   | díl: „The Haunted“                                     |
| 1993–1996       | Show Jerryho Seinfelda        | Dolores / záhadná žena          | 2 díly                                                 |
| 1994            | Falešná hraběnka              | Palmer Hewitt                   | TV film                                                |
| 1994            | Polibky a objetí              | Reed Barrett                    | TV film                                                |
| 1995            | Texas Justice                 | Karen Masters                   | TV film                                                |
| 1995            | Podivné náhody                | Rosemary                        | díl: „Walk Away“                                       |
| 1996–1997       | Policie z New Orleans         | Anne Osborne                    | 22 dílů                                                |
| 1997            | Válka špionů                  | Margo DeSalle                   | díl: „Dead and Gone, Honey“                            |
| 1997            | Detektiv Nash Bridges         | Mary Tod Butler                 | díl: „Lost and Found“                                  |
| 1997            | Přežili dva                   | Allie                           | TV film                                                |
| 1998            | Hotel del Sol                 |                                 | díl: „Pilot“                                           |
| 1998            | Caroline in the City          | Laura Sterling                  | díl: „Caroline and the Reluctant Father“               |
| 1998            | Melrose Place                 | Christine Denton / Tiffany Hart | 7 dílů                                                 |
| 1998            | Vzala jsem si monstrum        | Kelly Victoria Drummond         | TV film                                                |
| 1998            | Loď lásky                     | Amy                             | díl: „Dust, Lust, Destiny“                             |
| 1999            | Where the Truth Lies          | Penny Morgan                    | TV film                                                |
| 1999            | Horse Sense                   | Jules Biggs                     | TV film                                                |
| 1999–2000       | Rodinné právo                 | Tina                            | 2 díly                                                 |
| 2000            | The War Next Door             | Lili Smith                      | hlavní role, 8 dílů                                    |
| 2000            | Providence                    | Kerry King                      | díl: „The Reunion“                                     |
| 2001            | Jumping Ship                  | Jules Biggs                     | TV film                                                |
| 2001            | Drzá Jordan                   | Gail Horton                     | díl: „Velmi pevná pouta“                               |
| 2001–2010       | Mladí a neklidní              | Diane Jenkins                   | 53 dílů                                                |
| 2002            | The Ellen Show                | Katie                           | díl: „Shallow Gal“                                     |
| 2003            | Kriminálka Las Vegas          | paní Merritová                  | díl: „Království za koně“                              |
| 2003            | Carnivale                     | mladá Becca Donovan             | díl: „Tipton“                                          |
| 2004            | JAG                           | Rachel Smithfield               | díl: „Návrat domů“                                     |
| 2004            | Kalifornské léto              | Carol McFarlane                 | díl: „To Thine Self Be True“                           |
| 2004            | Panika                        | Allison Saunders                | TV film                                                |
| 2005–2006       | Point Pleasant                | Meg Kramer                      | hlavní role, 13 dílů                                   |
| 2006            | Kriminálka Miami              | Mary Kinnan                     | díl: „Rychlost zabijí“                                 |
| 2006            | Odložené případy              | Jane Holden                     | díl: „Joseph“                                          |
| 2006            | Split Decision                | Debris Radford                  | TV film                                                |
| 2007            | Beze stopy                    | Jenny                           | díl: „Bez tebe“                                        |
| 2007            | Odsouzena za vraždu           | Claire                          | TV film                                                |
| 2009            | One Tree Hill                 | ředitelka Rimkusová             | vedlejší role, 3 díly                                  |
| 2009            | V těle boubelky               | Vicki Wellner                   | díl: „Pilot“                                           |
| 2009            | Army Wives                    | Annette                         | díl: „Shrapnel and Alibis“                             |
| 2009–2012       | Upíří deníky                  | Carol Lockwood                  | vedlejší role, 33 dílů                                 |
| 2010            | Vezmi si mě                   | Stella Grafton                  | TV film                                                |
| 2011–2017       | Vlčí mládě                    | Natalie Martin                  | host (1.–2. řada), vedlejší role (3.–6. řada), 24 dílů |
| 2013            | Stoupenci zla                 | Prosecutor                      | díl: „Pilot“                                           |
| 2013            | Perception                    | Anne Wallace                    | díl: „Toxic“                                           |
| 2014            | Láska ke hvězdách             | Maia                            | vedlejší role, 5 dílů                                  |
| 2014            | Bezohlední                    | Lindsay Adams                   | vedlejší role, 4 díly                                  |
| 2015            | Girlfriends' Guide to Divorce | Karen                           | díl: „Rule #3: Don't Stand in the Doorway“             |
| 2015            | Vražedné práva                | Sharon Tidwell                  | díl: „I Want You to Die“                               |
| 2016. 2018–2019 | The Flash                     | Dr. Carla Tannhauser            | hostující role, 3 díly                                 |
| 2017            | When the Street Lights Go On  | paní Munroe                     | nevysílaný televizní seriál                            |
| 2018            | Námořní vyšetřovací služba    | Marcy Brooks                    | díl: „Fallout“                                         |
| 2018            | The Fosters                   | Diane Hunter                    | vedlejší role, 3 díly                                  |
| 2018            | Murdered at 17                | Carley Emerson                  | TV film                                                |

### Videohry
| Rok  | Název               | Role     | Poznámky |
| ---- | ------------------- | -------- | -------- |
| 1993 | X-Men               | Mystique |          |
| 1995 | X-Men 2: Clone Wars | Mystique |          |